# Australeilanden
De Australeilanden (Frans: Îles Australes of Archipel des Australes)  vormen een eilandengroep binnen Frans-Polynesië, ten noordoosten van Nieuw-Zeeland. Deze bestaat uit zeven eilanden, het hoofdeiland heet Tubuai. De Australeilanden bestaan uit twee administratieve regios, de Tubuai-eilanden en de Bass-eilanden.
De Australeilanden worden soms, zeer verwarrend, de Australische eilanden genoemd. Uit de naam Australeilanden of Australische eilanden moet niet worden geconcludeerd dat de eilanden bij Australië behoren. De namen zijn etymologisch afgeleid van het woord australis, dat zuiden betekent.
De eilanden werden waarschijnlijk zo rond 900 n.Chr. bevolkt vanuit de Genootschapseilanden.

## Tubuai-eilanden
Van noordwest tot zuidoost zijn dit
- Îles Maria
- Rimatara
- Rurutu
- Tubuai
- Raivavae

## Bass-eilanden
Op de Bass-eilanden is bijna geen vegetatie te vinden.
- Rapa Iti
- Marotiri

Genootschapseilanden (Bovenwindse Eilanden · Benedenwindse Eilanden) · Tuamotu-Gambier (Gambiereilanden · Tuamotu) · Australeilanden · Marquesaseilanden
Tubuai-eilanden:
Îles Maria ·
Raivavae ·
Rimatara ·
Rurutu ·
Tubuai
Bass-eilanden:
Marotiri ·
Rapa Iti